# 华尔街55号
华尔街55号（英語：55 Wall Street），位于美國纽约市曼哈顿，曾是银行大楼，目前改为豪华公寓。
这座建筑最初是商业交易所（Merchants Exchange），希腊复兴风格，由波士顿建筑师以赛亚·罗杰斯设计，建于1836年到1841年。自1862年到1907年左右，海关使用这座建筑，直至迁往亚历山大·汉密尔顿美国海关大楼。1907年，花旗银行聘请Charles F. McKim 将该建筑由4层增加至7层，作为他们的总部使用。 
1965年，这座大楼的外墙被指定为纽约市地标。1978年，该大楼被命名为美国国家历史地标。
1998年，该建筑改建为华尔街丽晶酒店。2001年9.11恐怖袭击后，华尔街55号作为救灾中心使用。由于在911恐怖袭击后缺乏业务，酒店在2003年关闭。此后酒店的房間在2004年改建为豪华公寓。银行大厅成了“世界上最优雅的宴会厅之一”。 